# Punto di rugiada
In generale, con l'espressione punto di rugiada si intende un particolare stato termodinamico (rappresentato dalla temperatura e dalla pressione) in corrispondenza del quale una miscela bifase multicomponente liquido-vapore diviene satura di vapore. In altre parole, oltre il punto di rugiada (cioè a temperatura maggiore e/o a pressione minore) si ha la presenza solo di vapore, mentre sotto il punto di rugiada (cioè a temperatura minore e/o a pressione maggiore) il sistema è bifase (costituito da un liquido in equilibrio con il suo vapore). Si definisce, invece, punto di brina (congelamento) quel particolare punto di rugiada fissato ad una temperatura sotto zero.

## Punto di rugiada e punto di ebollizione
Nel caso dei sistemi monocomponente (cioè costituiti da una sola sostanza chimica, allo stato puro) il passaggio di fase liquido-gas avviene attraversando il punto di ebollizione. Il punto di ebollizione si trova quindi a cavallo tra la zona di esistenza del gas (o vapore) e la zona di esistenza del liquido.
Nel caso di sistemi multicomponente (cioè costituiti da più sostanze chimiche, ad esempio aria e acqua) invece il passaggio di fase liquido-gas avviene attraversando una zona bifase liquido-gas, che è delimitata da due condizioni, dette "punto di rugiada" e "punto di bolla". Il punto di rugiada in particolare si trova a cavallo tra la zona di esistenza del gas (o vapore) e la zona di esistenza della miscela gas-liquido, mentre il punto di bolla si trova a cavallo tra la zona di esistenza del liquido e la zona di esistenza della miscela gas-liquido.

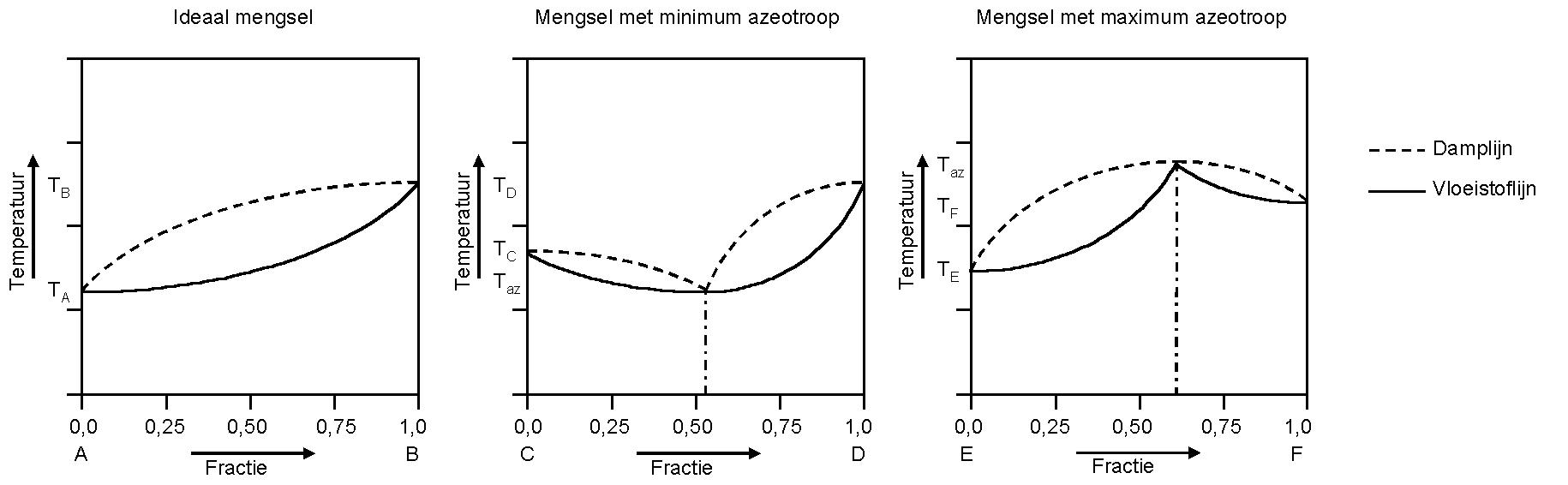
Esempi di possibili diagrammi temperatura-concentrazione per sistemi bicomponente. Il punto di rugiada (vapore saturo) corrisponde alla curva tratteggiata (a temperatura maggiore), mentre il punto di bolla (liquido saturo) corrisponde alla curva continua (a temperatura minore). Le condizioni per cui il punto di rugiada e il punto di bolla coincidono (nel secondo e nel terzo diagramma) sono detti "punti di azeotropo".

## Punto di rugiada dell'aria

Grafico che mostra la dipendenza del punto di rugiada dalla temperatura dell'aria e dall'umidità relativa.

In meteorologia con l'espressione temperatura di rugiada si intende la temperatura alla quale, a pressione costante, l'aria (o, più precisamente, la miscela aria-vapore) diventa satura di vapore acqueo.
Essa indica a che temperatura deve essere portata l'aria per far condensare in rugiada il vapore d'acqua in essa presente, senza alcun cambiamento di pressione. Se il punto di rugiada cade sotto 0 °C, esso viene chiamato anche punto di brina.
Qualsiasi eccedenza di vapore acqueo ("sovrasaturazione") passerà allo stato liquido. Allo stesso modo, il punto di rugiada è quella temperatura a cui una massa d'aria deve essere raffreddata, a pressione costante, affinché diventi satura (ovvero quando la percentuale di vapore acqueo raggiunge il 100% della quantità possibile nell'aria a quella temperatura) e quindi possa cominciare a condensare nel caso perdesse ulteriormente calore. Ciò comporta la formazione di brina, rugiada o nebbia a causa della presenza di minuscole goccioline di acqua in sospensione.
Questa temperatura viene trovata sul diagramma psicrometrico tracciando una linea a titolo costante fino a toccare la curva di saturazione.
Per un dato livello di pressione, ma indipendentemente dalla temperatura, il punto di rugiada indica la frazione molare del vapore acqueo nell'aria, in altre parole l'umidità specifica dell'aria. Se la pressione dell'aria aumenta senza cambiare frazione molare, aumenterà anche il punto di rugiada. La riduzione della frazione molare causerà il ritorno del punto di rugiada allo stato iniziale. Per questo motivo, lo stesso punto di rugiada a Roma e sul Monte Bianco indica che sul Monte Bianco c'è più vapore acqueo che a Roma per frazione d'aria.
D'altra parte, per un dato livello di temperatura, ma indipendentemente dalla pressione, il valore del punto di rugiada indica l'umidità assoluta dell'aria. Questo vuol dire che lo stesso punto di rugiada a Roma e sul Monte Bianco indica che il peso del vapore per metro cubo d'aria è lo stesso.
La quantità di vapore acqueo che può essere contenuta nell'aria dipende dalla sua temperatura e pressione. Un aumento di temperatura consente all'aria di contenerne una maggiore quantità, mentre una riduzione ne riduce il quantitativo sino a raggiungere il punto di rugiada, che rappresenta la condizione alla quale il vapore si condensa e si separa in forma d'acqua. Il punto di rugiada e la pressione del vapore sono tra di loro corrispondenti e indipendenti dalla pressione totale dell'aria.
Il punto di rugiada è associato all'umidità relativa. Un alto valore di umidità relativa indica che la temperatura è prossima al punto di rugiada. Se l'umidità relativa è 100%, il punto di rugiada coincide con la temperatura. Dato un punto di rugiada costante, un incremento della temperatura porterà una diminuzione dell'umidità relativa. Per questa ragione, i climi equatoriali possono avere basse umidità relative ma essere ugualmente percepiti come molto umidi.
Al raggiungimento del punto di rugiada durante la notte il decremento di temperatura, per irraggiamento termico terrestre, si arresta o diminuisce sensibilmente in virtù della liberazione del calore latente di condensazione (se al di sopra dello zero termico) e/o di quello di brinamento (se al di sotto dello zero termico), lentamente dissipato per irraggiamento anch'esso: l'andamento tipico della temperatura in queste circostanze è quello a dente di sega con tendenza lievemente discendente. Tuttavia tanto più basso è tale valore di saturazione tanto meno vapore acqueo è presente in atmosfera, tanto meno vapore è disposto a condensare/brinare, minore sarà la liberazione del calore latente da dissipare e la temperatura può continuare a scendere sia pure a un tasso più basso o a un tasso costante nel caso di bassissime temperature; viceversa tanto più alto è tale valore (specie al di sopra dello zero) tanto più il tasso di diminuzione si smorza fino al caso limite della stazionarietà.

### Applicazioni in aeronautica
La temperatura di rugiada, in ambito aeronautico, è indicata nei messaggi meteo di tipo METAR.
Se l'indicazione del gruppo delle temperature, nei messaggi METAR, mostra queste essere quasi uguali, significa che il contenuto di umidità relativa (UR) nella massa d'aria è vicina al 100%. Questa informazione è di grande importanza per un pilota che si appresta a decollare o atterrare.
Quando le temperature sono simili, ad esempio: 12/12 avremo il 100% di UR nella massa d'aria e c'è il rischio che si formi la nebbia, poiché il vapor acqueo, contenuto nella massa d'aria avrà raggiunto la saturazione e comincerà a condensare.

### Metodi di calcolo

#### Approssimazione di Magnus-Tetens
{\displaystyle T_{d}={\frac {b\ \alpha (T,UR)}{a-\alpha (T,UR)}}}
con:
{\displaystyle \alpha (T,UR)={\frac {a\ T}{b+T}}+\ln UR}
dove a = 17,27 e b = 237,7 °C
Intervallo di validità:
- T (temperatura misurata): 0 °C < T < 60 °C
- UR (umidità relativa): 0,01 < UR < 1,00 (non in %)
- Td (punto di rugiada): 0 °C < Td < 50  °C

#### Altra approssimazione
{\displaystyle T_{d}={\sqrt[{8}]{\frac {H}{100}}}\cdot [112+(0.9\cdot T)]+(0.1\cdot T)-112}
dove
- Td è il punto di rugiada in °C;
- T è la temperatura in gradi Celsius;
- H è la percentuale di umidità relativa.